# Konda (affluente del Vitim)
Il Konda (in russo Конда?) è un fiume della Siberia orientale, affluente di destra del fiume Vitim (bacino della Lena). Scorre nella Buriazia, in Russia.

## Descrizione
Il fiume ha origine all'estremità nord-orientale dei monti Chudan (Худанский хребет), scorre attraverso il terreno montuoso al confine tra l'altopiano del Vitim e la catena dei monti Jablonovyj, in direzione prevalentemente nord-orientale; sfocia nel Vitim a 1397 km dalla sua foce. Il bacino ha circa 500 laghi, in pianure alluvionali. Il lago più grande e pittoresco è il Telemba.
Il Konda ha una lunghezza di 285 km; l'area del suo bacino è di 10 400 km². Il bacino ha un clima continentale temperato. Il fiume congela dalla seconda metà di ottobre sino all'inizio di maggio.